# Maximiliano Zbrun
Maximiliano Mario Zbrun (Rafaela, Provincia de Santa Fe, Argentina; 9 de octubre de 1986) es un futbolista argentino. Juega como mediocampista central y su actual equipo es 9 de Julio de Rafaela del Torneo Regional Amateur.

## Clubes
| Club                           | País      | Año       |
| ------------------------------ | --------- | --------- |
| 9 de Julio de Rafaela          | Argentina | 2004-2009 |
| Huracán de Tres Arroyos        | Argentina | 2009-2010 |
| Brown de Puerto Madryn         | Argentina | 2010-2012 |
| Desamparados de San Juan       | Argentina | 2012-2013 |
| Tiro Federal de Rosario        | Argentina | 2013-2014 |
| Guaraní Antonio Franco         | Argentina | 2014-2015 |
| Sportivo Belgrano              | Argentina | 2016      |
| Estudiantes de Río Cuarto      | Argentina | 2016      |
| Agropecuario de Carlos Casares | Argentina | 2017      |
| Estudiantes de Río Cuarto      | Argentina | 2017-2020 |
| 9 de Julio de Rafaela          | Argentina | 2021-?    |

## Palmarés

### Campeonatos nacionales
| Título             | Club                      | País      | Año  |
| ------------------ | ------------------------- | --------- | ---- |
| Torneo Argentino A | Brown de Puerto Madryn    | Argentina | 2011 |
| Torneo Federal A   | Agropecuario              | Argentina | 2017 |
| Torneo Federal A   | Estudiantes de Río Cuarto | Argentina | 2019 |

### Otros logros
| Título                 | Club                      | País      | Año  |
| ---------------------- | ------------------------- | --------- | ---- |
| Ascenso al Argentino A | 9 de Julio de Rafaela     | Argentina | 2005 |
| Ascenso al Federal A   | Estudiantes de Río Cuarto | Argentina | 2016 |